# نان يونغي
نان يونغي (بالصينية: 南云齐) (6 أكتوبر 1993 بداليان في الصين - ) هو لاعب كرة قدم صيني في مركز الهجوم. لعب مع داليان ييفانغ ونادي داليان شيده وDalian Transcendence F.C. ‏ وShenyang Zhongze F.C. ‏.

## روابط خارجية
- نان يونغي على موقع قاعدة بيانات كرة القدم.إي يو (الإنجليزية)
- نان يونغي على موقع Soccerway.com (الإنجليزية)
- نان يونغي على موقع اللجنة الأولمبية الصينية (الإنجليزية)